# Centrum (Piotrków Trybunalski)
Osiedle „Centrum” (dawniej Osiedle „Starówka”) – osiedle (jednostka pomocnicza gminy) Piotrkowa Trybunalskiego.
Jednostka pomocnicza jako Osiedle „Starówka” zostało powołane Uchwałą Nr XXXVIII/442/97 Rady Miasta Piotrkowa Trybunalskiego z dnia 21 maja 1997 roku. Na podstawie Uchwały Nr XL/534/17 Rady Miasta Piotrkowa Trybunalskiego z dnia 28 czerwca 2017 nazwa jednostki została zmieniona na Osiedle „Centrum”.

## Położenie i granice
Osiedle położone jest w centrum miasta. Obejmuje teren ograniczony następującymi ulicami:
- od północy: ul. Wojska Polskiego (południowa strona) od ul. Skłodowskiej-Curie do Al. Armii Krajowej
- od południa: Al. Piłsudskiego (północna strona) od Al. Armii Krajowej, Al. Kopernika (północna strona) do ronda Sulejowskiego
- od wschodu: ul. Skłodowskiej-Curie (zachodnia strona)
- od zachodu: Al. Armii Krajowej (wschodnia strona) od ul. Wojska Polskiego do ul. Piłsudskiego

Osiedle graniczy:
- od północy z osiedlami „Łódzka-Wysoka-Sadowa” i „Przyszłość”
- od wschodu z osiedlem „Wyzwolenia”
- od południa z osiedlami „Armii Krajowej”, „Piastowskie” i „Krakowskie Przedmieście – Sulejowska”
- od zachodu z osiedlami „Szczekanica”, „Słowackiego Północ” i „Belzacka”

## Zabudowa
Na Osiedlu „Centrum” zabudowę stanowią głównie kamienice.

### Zabytki
- Układ urbanistyczny Starego Miasta
- Kościół farny pw. św. Jakuba
- Kościół i klasztor o.o. bernardynów
- Kościół pw. św. Jacka i św. Doroty (podominikański)
- Kościół oo. jezuitów pw. św. Franciszka Ksawerego
- Kościół ewangelicko-augsburski (dawniej pijarów)
- Kościół pw. NP Marii Śnieżnej
- Zamek królewski
- Mała Synagoga
- Wielka Synagoga
- Budynek Sądu Okręgowego
- Kolegium jezuickie (XVIII w.) – obecnie mieści się tu I LO im. Bolesława Chrobrego
- Mury miejskie (XIV w.)